# Haciaslan, Şahinbey
Hacıarslan là một xã thuộc huyện Şahinbey, tỉnh Gaziantep, Thổ Nhĩ Kỳ. Dân số thời điểm năm 2011 là 43 người.